# 卷瓣沿阶草
卷瓣沿阶草（学名：Ophiopogon revolutus）为百合科沿阶草属下的一个种。卷瓣沿阶草植株为单生、花果期位于9-10月。该物种主要分布于中国云南南部西双版纳地区海拔介于1000-1900米之间的区域。

## 扩展阅读
- 維基物種上的相關：卷瓣沿阶草